# Soleil (película)
Soleil (titulada: Sol en Argentina y Sol. Una historia de vida en Colombia) es una película del género drama de 1997, dirigida por Roger Hanin, que a su vez la escribió, musicalizada por Vladimir Cosma, en la fotografía estuvo Robert Alazraki y los protagonistas son Sophia Loren, Philippe Noiret y Marianne Sägebrecht, entre otros. El filme fue realizado por France 2 Cinéma, Iduna Film Produktiongesellschaft, Medusa Film y Progéfi; se estrenó el 11 de junio de 1997.

## Sinopsis
Corre el año 1940 en Argel, Maman Titine vive sola con sus cinco hijos luego de que su esposo, un judío que trabaja en el correo, se fuera a París con papeles falsos para conseguir otro empleo.